# Chiesa della Madonna delle Grazie (Nuoro)
La chiesa della Madonna delle Grazie, in lingua sarda Nostra Sennora de sa Grassia (detta vecchia o antica, per distinguerla dalla nuova chiesa, in sardo Sa Grassia noba, edificata negli anni cinquanta del XX secolo) si trova a Nuoro, nell'antico quartiere di Seuna. Fu costruita verso la fine del XVII secolo: il 22 ottobre 1679 il vescovo di Alghero Francesco Lopez de Urraca concesse a Nicolau Ruju Manca la permissione di poter fabbricare una chiesa in onore della Vergine delle Grazie di Nuoro. Sulla facciata dell'edificio, tuttavia, è riportata la data del 13 maggio 1670; questa parrebbe essere la data corretta per la fondazione, giacché in un atto notarile redatto a Nuoro il 10 luglio 1677, si legge di Nicolao Ruju Pugioni cap patrò de la capilla de n.ra Señora de Gracia. È plausibile dunque che il fondatore abbia chiesto il permesso dell'edificazione solo dopo averne iniziato la fabbrica.
In pianta è una semplice navata unica, mentre nelle decorazioni e negli elementi formali vi è una commistione di elementi tardogotici, fra componenti di ispirazione manierista.

## Descrizione
L'edificio ad aula, voltato a botte, ha pianta rettangolare con presbiterio quadrato e sopraelevato di un metro e mezzo rispetto alla navata.
Il portale in facciata è evidenziato da un frontone in trachite di gusto manierista, composto dal timpano con nicchia, che poggia su un architrave diviso in specchi da due cornici, e sorretto da due semicolonne. Il capitello di una delle lesene presenta decorazioni con figure zoomorfe e floreali di gusto tardogotico, come il rosone, anch'esso in trachite e di ottima fattura e molto simile ai rosoni delle chiese di San Mauro a Sorgono e di san Gavino a Gavoi. Di esso si dice che provenga dalla più antica chiesa di Santu Milianu, la prima pievania (parrocchia) di Nuoro.
Nello spazio fra l'architrave e la base del timpano vi è un'iscrizione in latino che riporta la dedica alla Madonna delle Grazie, il nome del committente Nicolao Ruju Manca ed il suo diritto di essere sepolto all'interno della chiesa insieme con i suoi familiari. A conferma di ciò, durante gli ultimi lavori di restauro, sotto il pavimento vennero ritrovate alcune sepolture.
La facciata è conclusa in alto da una cimasa curvilinea e sul lato destro, da una torre campanaria.
Alla chiesa si accede tramite una scala di granito, ma vi è un secondo ingresso che si apre nella fiancata laterale sinistra della Chiesa, il quale si presenta con stipiti in trachite rossa e sovrastato da una nicchia, con logiche decorative tardo rinascimentali. Un terzo ingresso è collocato sul lato destro della chiesa che conduceva a un ampio cortile con un loggiato (lozas), che fungeva da ostello per i pellegrini durante la festa della Patrona di Nuoro.
Sulle fiancate vi sono infine loggette che interrompono, alleggerendolo, il volume massiccio della costruzione.
All'interno vi sono dei pregevoli pitture murali, risalenti al XVIII secolo e attribuiti alla bottega di Pietro Antonio e Gregorio Are, artisti sardi che operarono in diversi paesi della Provincia. Il ciclo pittorico ha come tema l'Apocalisse, e vi sono raffigurati i 12 Apostoli, i Profeti, alcuni brani delle Sacre Scritture. L'attuale ltare maggiore è frutto di un rifacimento ottocentesco di stile neoclassico.
Dal 1719 la chiesa fu gestita dai Gesuiti, che ne mantennero l'affidamento fino all'anno di scioglimento della Compagnia, nel 1773.

## La novena e la festa
Il culto nella nuova chiesa si diffuse rapidamente, tanto che la novena è attestata già dal 1681. All'epoca, la festa si celebrava nel mese di settembre, come molti altri culti mariani: ne è testimonianza l'atto di morte di Giuseppe Pira di Fonni, deceduto a Nuoro il 19 settembre 1681 mentre partecipava alla novena delle Grazie.
Nel 1812, in occasione di un'epidemia di colera, il Consiglio Comunale cittadino fece voto alla Madonna sotto l'invocazione delle Grazie, per risparmiare la città dal morbo. Da allora, ogni 21 novembre, giorno della festa, il Consiglio Comunale offre alla Madonna 19 ceri, uno per ogni rione storico della città, portati in chiesa da altrettanti uomini in costume.
Il 12 marzo 2020, in occasione della pandemia di coronavirus, il vescovo di Nuoro mons. Antonello Mura proclama solennemente una novena straordinaria alla Vergine per chiederne la protezione: si tratta della seconda novena straordinaria in tutta la storia del santuario.